# Alchemilla orizabensis
Alchemilla orizabensis é uma espécie de rosácea do gênero Alchemilla, pertencente à família Rosaceae.